# Parc naturel provincial Valle Fértil

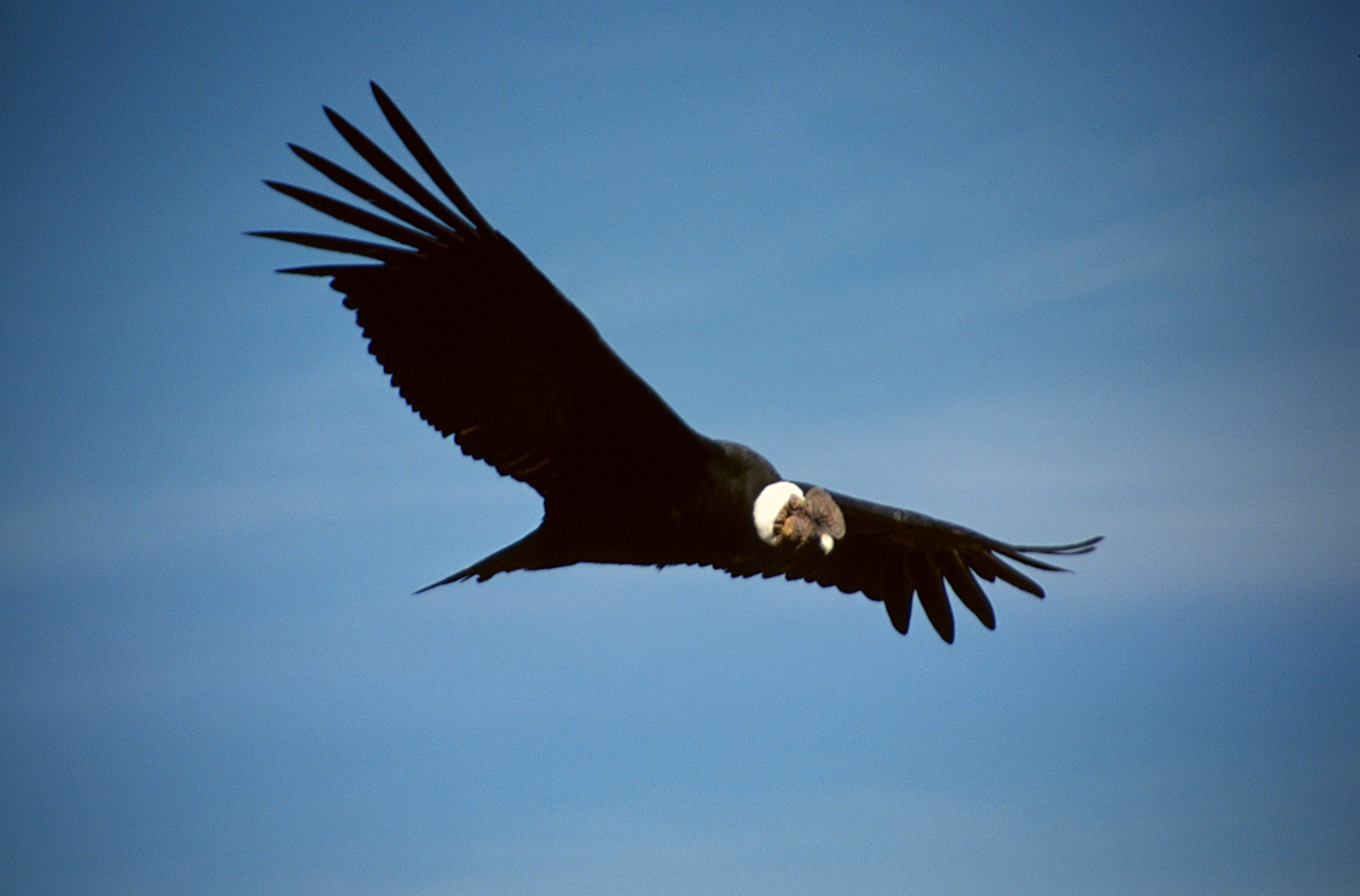
Le Condor des Andes

Le parc naturel provincial Valle Fértil, est une aire protégée de la province de San Juan en Argentine. Elle se trouve au sud-est de cette province. Elle comprend une partie de la région dite Travesía Ampacama, de la Sierra de Pie de Palo et de la Sierra de Valle Fértil, ainsi que le piémont oriental de la Sierra de La Huerta. Elle s'étend sur 
une partie des territoires des départements de Valle Fértil, de Caucete et de Jáchal.
Le parc fut créé par une loi provinciale (Nº 3636) en 1971 qui a déclaré cette zone protégée, afin de permettre la coexistence harmonieuse entre les ressources sylvestres du territoire et l'activité économique de l'homme. 
Le parc a une superficie de 800.000 hectares (8000 kilomètres carrés), soit la superficie d'un gros département français comme la Côte-d'Or ou encore, plus de deux fois la province belge de Hainaut. Il est traversé par deux cours d'eau importants : le río Jáchal et le río Bermejo (Vinchina) qui y ont leur confluent.
À la limite nord du parc se trouve la pittoresque petite ville de Villa San Agustín. On peut accéder au parc à cet endroit (depuis la route nationale 150 suivie de la provinciale 510)

## Flore et faune
Les précipitations relativement abondantes que reçoit cette zone, plus élevées que la moyenne de la province assez déséchée, ont créé les conditions de l'importante biodiversité qui la caractérise. La couverture végétale comporte des pâturages, des espèces aromatiques et des bois recouvrant les sierras. Il s'agit de la végétation de moyenne montagne et de cactus typique 
de la Prépuna. 
La faune quant à elle est riche en guanacos, condors et pumas.
Le parc héberge aussi une importante quantité d'espèces d'oiseaux que l'on ne retrouve en aucune autre région du pays, tels le Rey del Bosque (Pheucticus aureoventris). Dans les serranias ou zones montagneuses, on peut voir l'oiseau appelé localement la Chica (Ramorinosa girdae).

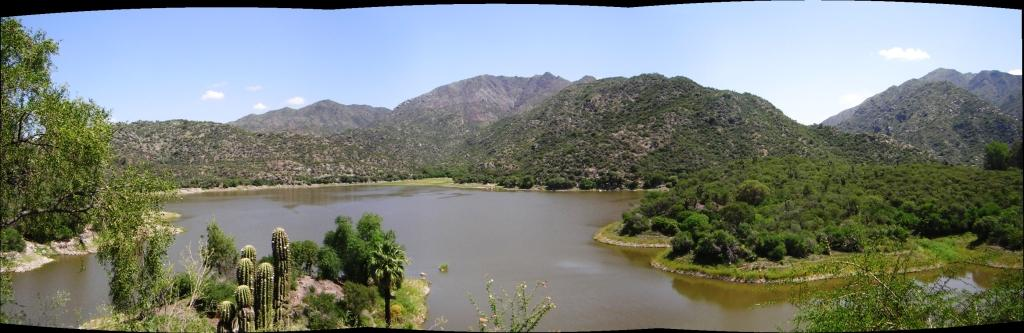
Lac de barrage de Villa San Agustín (Valle Fértil)